# Kagura

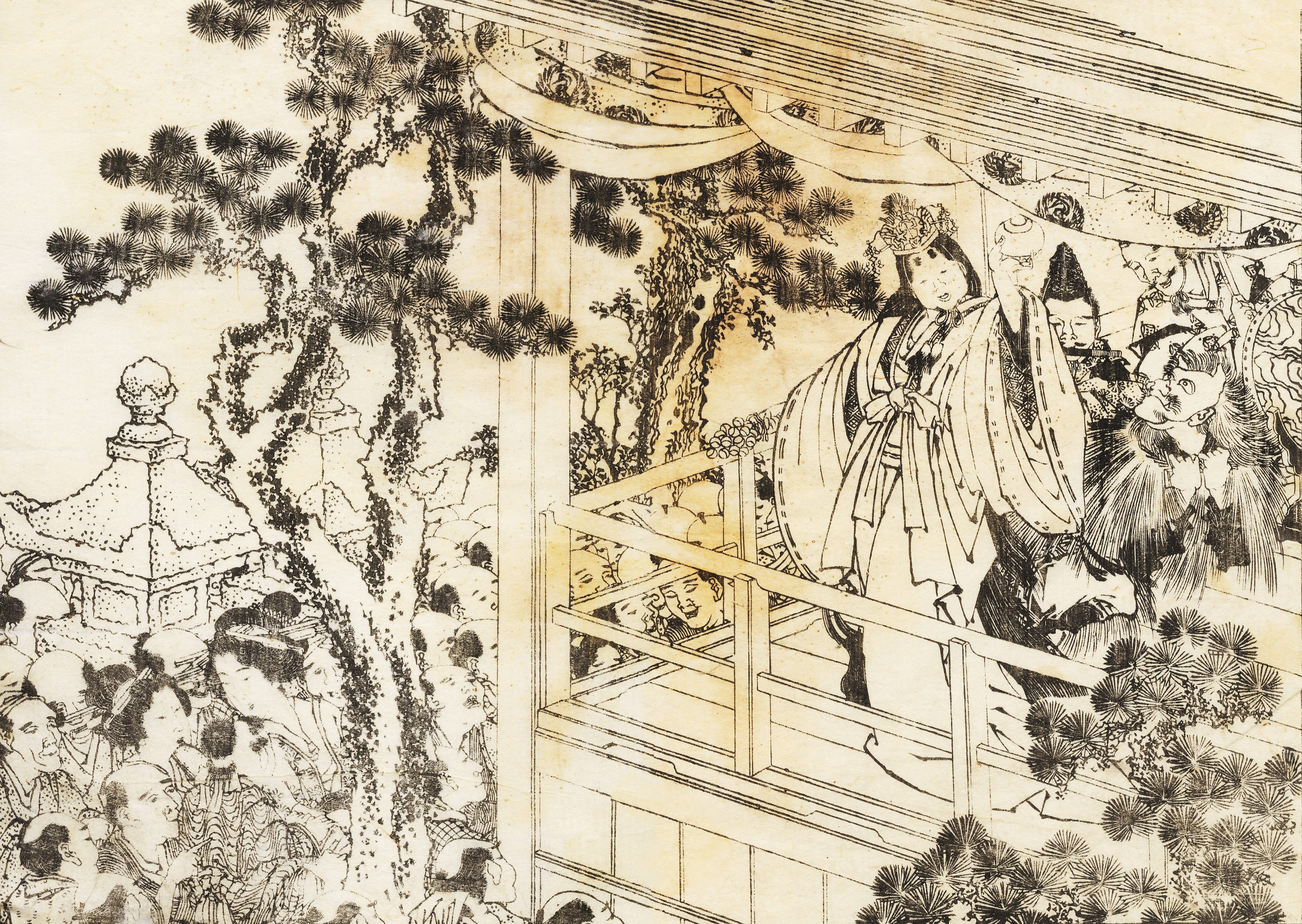
Szene aus einem Shinto-Schreintanz von Katsushika Hokusai (1760–1849)

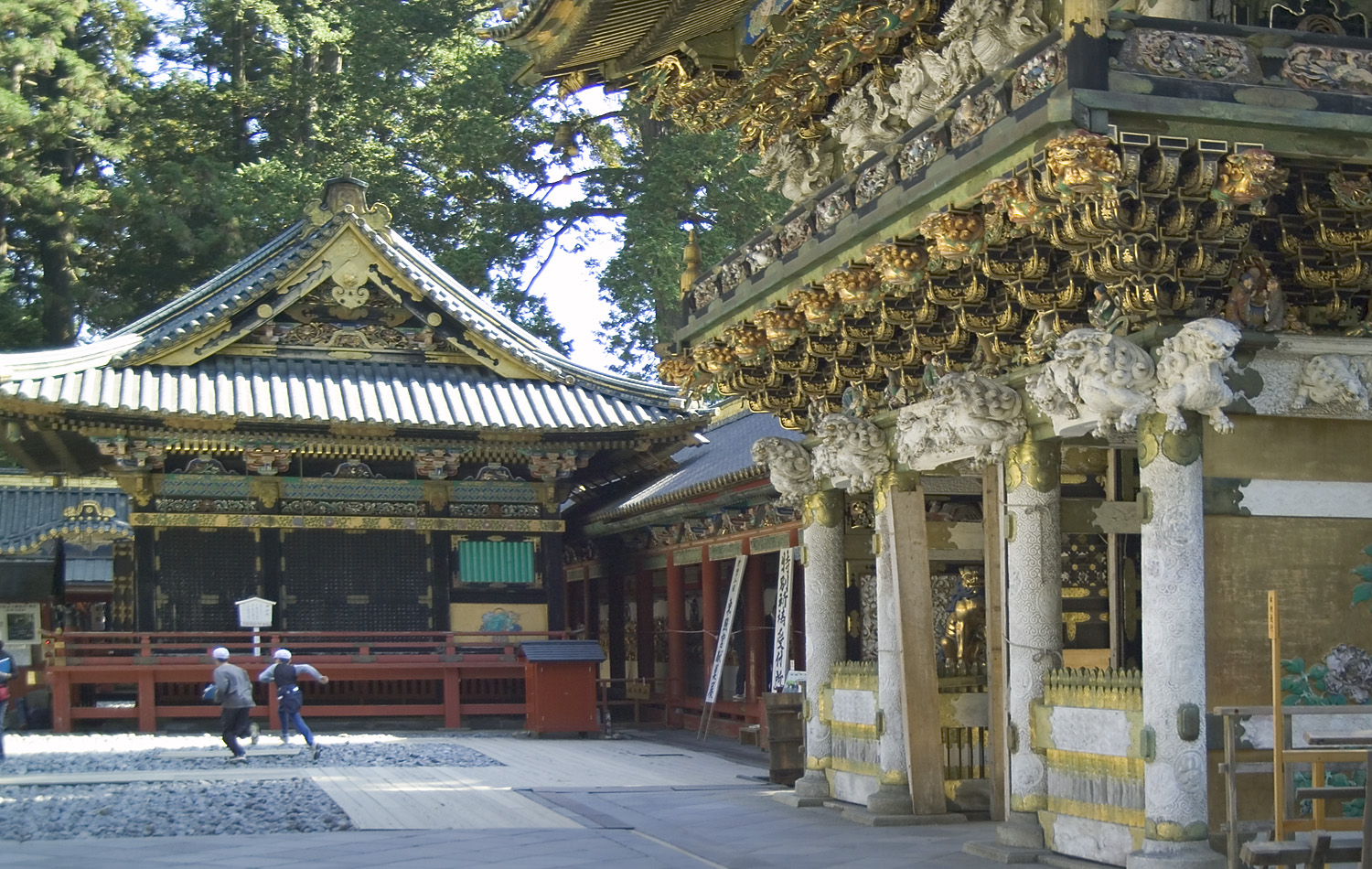
Kagura-den (links) am Nikkō Tōshō-gū

Kagura (japanisch 神楽) sind Aufführungen uralter Tänze und Musik im Shintō. Die Herkunft der Kagura geht der Legende nach auf Ame no Uzume zurück, die damit die Sonnen-Kami Amaterasu aus ihrer Höhle herausgelockt haben soll. In diesem Sinne ist der Zweck der Kagura die Beruhigung, Besänftigung und Erfreuung der Kami. Sie werden zu verschiedenen festlichen Gelegenheiten dargeboten.
Traditionell werden Kagura seit der Muromachi-Zeit an Shintō-Schreinen von Miko, weiblichen Schrein-Bediensteten, aber auch männlichen Tänzern, in speziellen Gebäuden oder offenen Bühnen, den Kagura-den (神楽殿) aufgeführt. Diese bestehen aus einer erhöhten, zentralen Bühne und seitlich dahinter angeordneten überdachten Plätzen für die Begleitmusiker. Ein gut erhaltenes Beispiel ist auf der Insel Miyajima im Itsukushima-Schrein zu sehen. Wie alle Zeremonien des Schrein-Shintō sind sie für gewöhnlich minutiös durchgeplant.
Davor existierten nur der Hoftanz und -musik (Gagaku), die für gewöhnlich auf einer zwischenzeitlichen Bühne (舞殿, mai-dono oder bu-den) vor dem honden eines Schreins aufgeführt wurden.
Für Kagura existieren neun verschiedene Gegenstände, tori-mono (採物) genannt, die bei der Aufführung symbolische Funktionen erfüllen und als Medium für die Kami dienen. Diese sind:
- Zweig des heiligen Sperrstrauchs (榊, sakaki)
- Heilige Opfergabe (幣, mitegura)
- Stab (杖, tsue)
- Bambus-Gras (篠, sasa)
- Bogen (und Pfeile) (弓, yumi)
- Schwert (剣, tsurugi)
- Hellebarde (鉾, hoko)
- Schale (杓, hisago)
- Kudzu (葛, kazura)

Im Volks-Shintō werden Kagura auch außerhalb von Schreinen dargeboten, diese heißen Sato-kagura (里神楽, „Land- bzw. Dorf-Kagura“), wobei oft pantomimisch Szenen aus der japanischen Mythologie vorgespielt werden, die ein Erzähler gleichzeitig erklärt. Verschiedene professionelle japanische Tänzer haben mit diesen ihre Karrieren begonnen. Der in Ōhasama, Hanamaki beheimatete Hayachine Kagura (早池峰神楽) wurde 2009 von der UNESCO zum Immateriellen Kulturerbe erklärt.